# Książę Portland
Książęta Portland 1. kreacji (parostwo Wielkiej Brytanii)
- 1716–1726: Henry Bentinck (1. książę Portland)
- 1726–1762: William Bentinck (2. książę Portland)
- 1762–1809: William Henry Cavendish Cavendish-Bentinck, 3. książę Portland
- 1809–1854: William Henry Cavendish Cavendish-Scott-Bentinck, 4. książę Portland
- 1854–1879: William John Cavendish Cavendish-Scott-Bentinck, 5. książę Portland
- 1879–1943: William John Arthur Charles James Cavendish-Bentinck, 6. książę Portland
- 1943–1977: William Arthur Henry Cavendish-Bentinck, 7. książę Portland
- 1977–1980: Ferdinand William Cavendish-Bentinck, 8. książę Portland
- 1980–1990: Victor Frederick William Cavendish-Bentinck, 9. książę Portland